# Handball-Regionalliga Süd 1982/83
Die Saison 1982/83 der Handball-Regionalliga  Süd war die vierzehnte Spielzeit, welche der Süddeutschen Handballverband (SHV) organisierte und als dritthöchste Spielklasse im deutschen Ligensystem geführt wurde.

## Saisonverlauf
Süddeutscher Meister und Aufsteiger in die 2. Bundesliga wurde der TSV 1895 Oftersheim. Der Vizemeister TSV Scharnhausen konnte sich über die Relegation für die 2. Bundesliga nicht qualifizieren. Die Absteiger in die Oberligen waren TS 1887 Selb, Schramberger TS 1858 und TSG Oßweil.

### Modus
Zwölf Mannschaften spielten eine Hin- und Rückrunde um die süddeutsche Meisterschaft und den Aufstieg
 in die 2. Bundesliga. Die Plätze neun bis zwölf waren die Absteiger in die Oberligen.

### Teilnehmer und Abschlussplatzierungen
Nicht mehr dabei waren ein Aufsteiger und vier Absteiger aus der Vorsaison. Neu dabei waren ein Absteiger aus der 2. Bundesliga und vier
 Aufsteiger (N) aus den Oberligen Südbaden, Baden, Württemberg und der Bayernliga. 
|     | Mannschaft               | Spiele | Punkte |
| --- | ------------------------ | ------ | ------ |
| 1.  | TSV 1895 Oftersheim (N)  | 22     | 34:10  |
| 2.  | TSV Scharnhausen         | 22 *   | 30:14  |
| 3.  | TSV Baden Östringen (N)  | 22     | 30:14  |
| 4.  | TV Hemsbach              | 22 *   | 23:11  |
| 5.  | TSV Milbertshofen (A)    | 22     | 23:21  |
| 6.  | TSV Germania Malsch      | 22 *   | 22:22  |
| 7.  | SG Köndringen/Teningen   | 22     | 22:22  |
| 8.  | TSB Horkheim             | 22     | 21:23  |
| 9.  | SKV Oberstenfeld (N)     | 22     | 20:24  |
| 10. | TS 1887 Selb (N)         | 22     | 17:27  |
| 11. | Schramberger TS 1858 (N) | 22     | 13:31  |
| 12. | TSG Oßweil               | 22     | 9:35   |

(A) = Absteiger aus der 2. Bundesliga (N) = neu in der Liga (*) = hatte das bessere Torverhältnis
 Süddeutscher Meister und Aufsteiger zur 2. Bundesliga 1983/84
 Teilnehmer Aufstiegsrelegation

 Für die Regionalliga Süd 1983/84 qualifiziert

### Aufstiegsrelegation
Durch die Ligaerweiterung der 2. Bundesliga konnten sich in diesem Jahr auch die Zweitplatzierten über eine
 Aufstiegsrelegation qualifizieren, bei der sich der TSV Scharnhausen gegen TuS Dansenberg, dem Vizemeister
 der Regionalliga Südwest, nicht durchsetzen konnte.

- TuS 04 Dansenberg	- TSV Scharnhausen 27:21 / 17:21